# Тиргауш
Тиргауш — река в России, протекает по Татарстану. Впадает в Нижнекамское водохранилище. Ранее устье реки находилось в 46 км по левому берегу реки Ик. Длина реки составляет 20 км. Площадь водосборного бассейна — 120 км².

## Данные водного реестра
По данным государственного водного реестра России относится к Камскому бассейновому округу, водохозяйственный участок реки — Ик от истока и до устья, речной подбассейн реки — бассейны притоков Камы до впадения Белой. Речной бассейн реки — Кама.
Код объекта в государственном водном реестре — 10010101312111100028992.